# 登記所
登記所（とうきしょ、とうきじょ、英語: Registry Office）とは、登記事務などを行う国の行政機関をいう。

## 概要
登記所という名称の行政機関は官署としては存在しない。あくまでも登記事務を処理する官庁の登記法上の呼称である。
商業登記法（昭和38年法律第125号）第1条の3および不動産登記法（平成16年法律第123号）第6条第1項で、法務局・地方法務局・その支局および出張所を総称して「登記所」という旨定義されている。
2021年現在法務局、地方法務局、支局、出張所あわせて約400庁。その数は統廃合により毎年減少している。
商業・法人登記は、平成25年頃までに原則的に法務局、地方法務局のみに集約された。例外は、釧路地方法務局の各支局・出張所（３支局、１出張所）、東京法務局の各支局・出張所（3支局、19出張所）、横浜地方法務局湘南支局、静岡地方法務局浜松支局・沼津支局、名古屋法務局岡崎支局、大阪法務局北大阪支局・堺支局、福岡法務局北九州支局である。他の大多数の登記所は不動産のみを扱う登記所となっている。
動産譲渡登記、成年後見登記、債権譲渡登記は、東京法務局のみで扱う。

### 登記簿
各種登記簿が登記所に保管されている。元々は紙の簿冊であったが、現在は、特別な登記簿以外は、磁気ディスクをもって調製する（商業登記法第1条の2第1号、不動産登記法第2条第9号）。すなわち、登記すべき事項を登記記録として電磁気的記録で記録した磁気ディスクが登記簿の実体である。

### 登記官
登記所における事務は、登記官（英語: Registrar）が取り扱うものとされる。登記官は登記所に勤務する法務事務官のうちから、法務局又は地方法務局の長が指定する者をいう（商業登記法第4条、不動産登記法第9条）。登記官は独任制の官庁であり、個々の登記官に自身の判断で登記事務を処理できる権限がある。

## 沿革
旧登記法（明治19年法律第1号）3条は、登記事務は治安裁判所（治安裁判所が遠隔の地方においては、郡区役所その他司法大臣の指定する所）で取り扱うこととされていた。
旧不動産登記法（明治32年法律第24号）制定当初は、登記事務は、区裁判所又はその出張所が、管轄登記所として取り扱っていた（旧8条）。
しかし、戦後、司法と行政との分離の結果、登記事務は司法事務局が取扱うこととなり、組織変更により後に法務局等が取扱うこととなった（法務局及び地方法務局の設置に伴う関係法律の整理等に関する法律（昭和24年法律第137号））。

## 琉球政府の登記所
琉球政府法務局では、正式名称としての行政機関「登記所」が存在していた。詳細は登記所 (琉球政府)を参照のこと。